# Marina Berenguer Haym
Marina Berenguer Haym és una hepatòloga valenciana, presidenta de la Societat Internacional del Trasplantament.

## Biografia
Es va llicenciar en Medicina per la Universitat de València en 1991 i va complementar la seua formació a la Universitat de Sant Francisco. La seua trajectòria professional i científica li ha valgut el reconeixement mundial a les àrees d'estudi de l'Hepatitis C i el trasplantament de fetge.
Va obtenir l'Habilitació Nacional per al cos de professors titulars d'universitat i exerceix com a Professora Titular d'Universitat i Facultatiu Especialista en l'Àrea d'Hepatologia a la Universitat de València. És autora de més de 400 publicacions d'investigació clínica, bàsica i transnacional en revistes indexades (> 30% de D1 i> 75% en revistes del Q1), i ha estat citada en 8844 ocasions (Índex Hirsh 47).
Completa la seua tasca científica col·laborant en la difusió de la ciència a través de llibres, conferències, societats i confecció de Guies Clíniques, com ara la recent guia clínica sobre el maneig de l'Hepatitis C de la Societat Europea d'Hepatologia (EASL).
En 2016 va ser cofundadora del Grup Espanyol de Dones Hepatlogues (GEMHEP) i presidenta del primer comit sobre el paper del gènere en el Trasplantament Hepàtic dins de la ILTS (International Liver Trasnplantation Society). Ha estat Editora Associada a Liver Transplantation (2010-2014), Journal of Hepatology (2010-2014) i Transplantation (2015-2019). Avaluadora en diverses comissions, entre les quals destaca l'Institut de Salut Carlos III de Madrid i l'ANRS a França.
Actualment exerceix la seua tasca com hepatòloga al Hospital Universitari i Politècnic La Fe on és responsable del grup acreditat d'Hepatologia i Trasplantament Hepàtic. Així mateix coordina el grup del Centre d'Investigació Biomèdica en Xarxa de Malalties Hepàtiques i Digestives (CIBEREHD).
A l'abril de 2019 va ser nomenada presidenta de la Societat Internacional de Trasplantament Hepàtic (International Liver Trasnplantation Society) formada per 1.200 investigadors i facultatius de tot el món que s'encarrega de promoure i difondre els avanços científics multidisciplinaris relatius al Trasplantament de fetge a tot el món.
Ha rebut per la seua trajectòria científica diversos premis, entre ells el Premi a la labor medico-científica atorgat per l'Associació de Malalts i Trasplantats Hepàtics en 2007 i el reconeixement de la trajectòria professional per la Generalitat Valenciana en 2010. En 2019 va rebre el Premi Professionalitat de l'EVAP (Associació d'Empresàries i Professionals de València).